# Helena (Ohio)
Pour les articles homonymes, voir Helena.
Helena est un village américain situé dans le comté de Sandusky, dans l'Ohio. Selon le recensement de 2010, sa population est de 224 habitants.